# Stranraer F.C.
Stranraer Football Club – szkocki klub piłkarski z siedzibą w Stranraer.

## Historia
Klub został założony w 1870. W swojej historii rozegrał łącznie 23 sezony na drugim szczeblu rozgrywkowym – 20 w ramach Second Division oraz trzy w First Division, ostatni raz w sezonie 2005/2006.

## Reprezentanci kraju grający w klubie
stan na styczeń 2025
|  | - Peter Kavanagh - Alistair McCann - Michael McGovern - Antons Kurakins - Jimmy Duncanson - Danny Fox - Declan Gallagher - Bob Hepburn - Billy Ritchie |